# The Man Without a Country (film fra 1917)
The Man Without a Country er en amerikansk stumfilm fra 1917 af Ernest C. Warde.

## Medvirkende
- Florence La Badie som Barbara Norton
- Holmes Herbert som Løytnant Philip Nolan
- J.H. Gilmour som Kaptein Banforth
- Carey L. Hastings som Mrs. Blair
- Ernest Howard som Phineas Blair